# Annuaire téléphonique
 (février 2008).
Un annuaire téléphonique est un registre (sur support papier ou électronique) listant des inscriptions comprenant le nom, adresse et numéros de téléphone.
La diffusion de son contenu est soumise à certaines directives permettant de garantir le droit au respect de la vie privée et la protection des données personnelles. Par exemple, tout abonné a le droit de refuser la parution et la divulgation de ses coordonnées téléphoniques (services de liste rouge).

## Origine
Les premiers annuaires sont inspirés par l’almanach apparu en Europe au Moyen Âge. L'Almanach royal, édité pour Louis XIV, inventorie les hauts fonctionnaires de l'État et les professeurs des universités. Il devient l’annuaire de l'administration française et est édité jusqu’en 1919.
Sébastien Bottin publie le premier annuaire des entreprises en 1798 sous l’appellation Almanach du commerce et de l'industrie. Il a d’ailleurs donné son nom à l’annuaire téléphonique, communément surnommé le bottin en France, en Suisse, et en Belgique. Le premier annuaire téléphonique a été publié en 1878 aux États-Unis, ne faisait qu'une seule page, et ne contenait que 50 noms.
En 1880, avec l’installation des premiers centraux de communication manuels, apparaît le premier annuaire des abonnés téléphoniques (il comportait à peine 200 connexions). Les numéros de téléphone qui étaient donnés par les opératrices du numéro 11, depuis 1921 en Suisse et 1938 en France, provenaient des annuaires édités par la Direction des Postes et Télégraphes.
À l'origine, l’annuaire téléphonique était publié uniquement sous forme de livre. En 1980, un premier essai d'annuaire électronique fut réalisé à Saint-Malo et Rennes. Mais en 1983, une véritable révolution voit le jour avec l'apparition du minitel en France et du Vidéotex en Suisse. En 1986 en France, on dénombre plus de 7 millions d'heures passées sur l'annuaire électronique, chiffre qui atteint les 16 millions dix ans plus tard. L’annuaire devient ensuite également accessible sur logiciel informatique. Avec la démocratisation d’internet dans les années 2000, les annuaires en ligne font leur apparition et remplacent progressivement non seulement le minitel et le Vidéotex, mais aussi de plus en plus l’annuaire papier.
La libéralisation du marché des télécommunications en Europe en 1998 permet les diversifications des éditeurs d’annuaires.

## Les différents types d’annuaires

### Annuaire papier
Traditionnellement, l'annuaire téléphonique est une publication imprimée, distribuée gratuitement, dont chaque volume correspond à une subdivision territoriale (aux départements en France). Les informations concernant les abonnés sont présentées par ordre alphabétique des villes (ou villages). L'annuaire est divisé en deux parties : la liste des particuliers et celle des professionnels.

### Annuaire sur Internet
Les annuaires sur Internet sont aujourd’hui la version la plus répandue et la plus utilisée, car ils sont beaucoup plus faciles à utiliser et donc plus rapides.
Les annuaires sur Internet proposent une multitude de services. Ils permettent notamment la recherche par nom, adresse postale, numéro de téléphone, activité de la société ou mots clés, mais également l’affichage de carte et itinéraire. Beaucoup d'entre eux proposent aussi des services annexes comme la réservation ou la prise de rendez-vous comme le site Telephone city. Enfin depuis 2015, beaucoup de sites de renseignements téléphoniques ont vu le jour à la suite de la démocratisation des numéros en 118, laissant moins de place aux annuaires téléphoniques sur internet qui proposent pourtant plus d'informations que ces services.

#### Annuaire via l'Internet mobile
Des applications sur smartphone permettent de consulter les mêmes annuaires téléphoniques que sur Internet. Mais, en plus, ces logiciels peuvent localiser l'utilisateur en mobilité, avec son accord. Ce positionnement peut être assez précis, par exemple avec le GPS intégré au téléphone. L'annuaire effectue ainsi des recherches de services à proximité de l'utilisateur. À partir de la position, il peut aussi fournir la distance et l'orientation du correspondant demandé, ou indiquer le trajet jusqu'à son adresse.

## Personnes individuelles ayant contribué à l'évolution des annuaires
Alors que les annuaires téléphoniques sont habituellement gérés par des équipes employés d'importants groupes de télécommunication, certaines personnes individuelles ont contribué à faire avancer les annuaires téléphoniques :
- Sébastien Bottin (1764-1853, France), crée en 1798 le premier annuaire commercial.
- Antonio Meucci (1808-1889, Italie), invente le téléphone en 1850.
- Alexander Graham Bell (1847-1922, Canada et États-Unis) dépose le brevet du téléphone en 1876.
- Reuben Hamilton Donnelly (États-Unis), fils d'un imprimeur d´annuaire de Chicago est en 1886 à l'origine de l´expression Yellow Pages - par la suite apparaissent les « white pages » / « pages blanches ».
- Gérard Théry et Bernard Marti (France), inventent le Minitel en 1978 - l'annuaire électronique, accessible sur Minitel par le numéro 11 puis le numéro 3611 se développe par la suite.
- Jon Postel (États-Unis), édite une série de documents visant à établir les standards de l'Internet de l'IETF. Il a apporté ainsi une contribution majeure à la création du protocole de communication TCP/IP, utilisé sur l'Internet aujourd'hui - ainsi peuvent se créer des sites internet, parmi eux les annuaires.
- Alex Algard (États-Unis), dépose le 8 avril 1996 le nom de domaine « whitepages.com » - par la suite se développe le plus important annuaire américain, la société privée Whitepages.com[3].
- Michael Oschmann, fils d'un éditeur d'annuaires en Allemagne, crée, après la chute du mur de Berlin, les annuaires téléphoniques en Croatie, Hongrie et République tchèque.
- Ben Solms (France), dépose le 11 mai 2004 le nom de domaine « whitepages.fr » en France, puis le 28 juillet 2004 « whitepages.co.il » en Israël et « whitepages.it » en Italie, puis dans 76 autres pays - permettant à l'expression anglophone « whitepages » (pages blanches en français) de devenir un « standard international » fonctionnant aujourd’hui dans plus de 100 pays différents du monde[4].

## Annuaire et renseignements téléphoniques
Les services d'annuaire bénéficient de moyens croissants de recoupement informatisé. Ceci facilite l'assistance à distance de l'utilisateur. L'édition d'annuaire se rapproche ainsi des métiers du renseignements téléphoniques. Leur activité commune se différencie progressivement de celle des opérateurs télécoms. Et leur spécialisation amène l'apparition d'un métier à part entière, celui d'« annuairiste ».
Si les annuaires papier sont aujourd’hui qualifiés d'obsolètes et voient leur nombre de tirage baisser un peu plus chaque année, cela ne signe pas pour autant la fin de leur existence.
Les annuaires de renseignements téléphoniques se sont en effet largement développés sur internet au cours des dernières années.
Et si le groupe Les pages jaunes a été parmi les premiers à basculer sur le numérique, de nombreux autres acteurs se sont aujourd’hui fait une place incontournable sur le marché. Ces annuaires en ligne permettent aux internautes d’obtenir les coordonnées directes des entreprises et des organismes français de leur choix[réf. nécessaire].
Le modèle économique de l’annuaire en ligne est la publicité, les annuairistes finançant leur service grâce à la publicité. Des numéros de mise en relation ou de renseignements téléphoniques peuvent également être proposé. Les tarifs varient selon les opérateurs[réf. souhaitée].
Certains annuaires en ligne se sont spécialisés dans des secteurs précis (agriculture, immobilier, médical…) D’autres proposent un service d'annuaire inversé, c’est-à-dire la possibilité, pour les internautes de retrouver, à partir d’un numéro, le propriétaire de ce dernier.

## Détails par pays

### En France
Publié à l'origine par l'administration des postes, l’annuaire téléphonique a été confié en 1946 à l’Office d’annonces (ODA), filiale d'Havas, puis en 2000 à une filiale de France Télécom, Pages Jaunes Groupe, devenu le premier éditeur d’annuaires en France. L'annuaire est édité par l'Imprimerie nationale jusqu'en 2004. La diffusion papier cesse fin 2019 pour les Pages Blanches, fin 2020 pour les Pages Jaunes.
Avec la libéralisation économique des télécoms, les nouveaux opérateurs peuvent constituer leur propre annuaire téléphonique. C'est notamment le cas des opérateurs mobiles comme SFR et Bouygues Telecom. Puis la libéralisation économique des renseignements téléphoniques en 2005-2006 ouvre ce marché à diverses sociétés de dimension européenne.
Depuis le 7 décembre 2004, l’Autorité de Régulation des Télécommunications (devenue l'ARCEP) impose aux opérateurs mobiles d'obtenir le consentement préalable de leurs abonnés avant de les inscrire sur les listes d’abonnés
En 2007, Que Choisir remarque à l'occasion d'un dossier que « Depuis leur lancement en novembre 2005, le tarif des appels vers les numéros en 118 a explosé, surtout lorsque l'on appelle d'un portable » et publie un communiqué débutant par cette phrase : « Le test rendu public aujourd’hui démontre que le consommateur est le grand perdant de l'arrivée des 118 et de la disparition du 12. ».
En 2008, le magazine Le Particulier, à l'occasion d'un dossier, remarque que « La libéralisation du marché de la téléphonie fixe a complexifié la recherche de numéro d'un abonné ».
En 2009 est lancé nonsurtaxe.com pour référencer tous les numéros non surtaxés des entreprises et service clients.
Depuis 2015, la réglementation est beaucoup plus stricte, un plafond est créé pour éviter les trop « grosses surprises » de la part du consommateur, un message tarifaire est également obligatoire en début d'appel.

### En Suisse
En Suisse, depuis 2013, le nouvel annuaire téléphonique régional Local Guide publié par local.ch (Swisscom directories). Avec près de 100 éditions régionales, cet annuaire téléphonique imprimé remplace tous les autres annuaires de Suisse. Il contient les pages blanches et jaunes, qui répertorient les numéros de téléphone et adresses d'entreprises et particuliers. De plus, il propose une partie rédactionnelle comportant des informations sur la région.
C'est en 1880 que parut le premier annuaire téléphonique dans la ville de Zurich sous forme d'une liste d'abonnés de l'ancienne compagnie de télécommunications de Zurich - la "Zürcher Telephon-Gesellschaft" - avec à peine 98 inscriptions. Dès 1881, les Bâlois leur emboîtèrent le pas en publiant leur propre annuaire téléphonique. L'annuaire téléphonique connut en Suisse un développement rapide. En 1900, le nombre d'inscriptions d'abonnés s'élevait déjà à 38 000, pour passer à un million en 1959 et s'établir à près de 4,3 millions aujourd’hui.
L'annuaire téléphonique suisse est également disponible en ligne, et par le biais d'applications pour téléphones mobiles.
En 2023 Smart touch lance le site ANNUAIRE DES COORDONNÉES DES PROS EN SUISSE AVEC ASSISTANCE TÉLÉPHONIQUE  .    https://trouver-numero.ch

### En Belgique
En Belgique, l'annuaire téléphonique (également appelé Bottin) est édité en version papier par FCR Média de 1969 à 2020. Il contient les pages blanches et jaunes (ces dernières sous le nom Pages d'Or). En 1999 FCR Média lance le site Pagesdor.be, et en 2020 met fin à son édition papier.EN 2023 Smart touch lance le site ANNUAIRE DES COORDONNÉES DES PROS EN BELGIQUE https://comment-joindre.be/